# Рахновка (Винницкая область)
Рахновка (укр. Рахнівка) — село в Украине, находится в Гайсинском районе Винницкой области.
Код КОАТУУ — 0520886506. Население по переписи 2001 года составляет 604 человека. Почтовый индекс — 23736.
 Телефонный код — 4334

Занимает площадь 1,649 км².

## История села
Рахновка основалась, за народными предсказаниями, на месте опустошенного татарами села, название которого неизвестно. Эти предсказания свидетельствуют, что часть полей, принадлежащих Рахновке, лежат на юго-востоке и носит название "селище". Здесь крестьяне иногда находили древние медные и серебряные монеты (в 1901 году).
Селяне занимались земледелием, плотничеством и бондарским делом.
В 1873 году церковно-приходская школа. Учащихся 37 мальчиков и 3 девочки.
Священник Крискент Антонич Пашута 48 лет, окончил Подольскую духовную семинарию.
Псалмщик Фома Маркович Слодецкий 48 лет.
В 1884 году по недоразумению возникло возмущение против помещика и гражданской власти по следующему случаю: помещику донесли, что крестьяне владеют больше чистыми землями нежели положено. По просьбе помещика в село прибыл мировой посредник, становой пристав и землемер для проверки земли, но крестьяне, особенно женщин, вооружившись чем попало, решили противостоять этому, угрожая побоями. Для усмирения крестьян вызвали 2 роты солдат и приезжал сам губернатор. Зачинщики бунта поверглись телесным наказаниям. Земля крестьян была проверена, но лишней земли не оказалось.
Приходская церковь была деревянная, на каменном основании, трехкупольная, освященная во имя святого Иоанна Богослова; построена в 1758 году (как это видно из подписи под иконой).

## Известные люди
- В Рахновке родился украинский поэт и правозащитник, Герой Украины Василь Стус (1938—1985).